# Achna
Achna (in greco Άχνα?; in turco: Düzce) è un villaggio abbandonato appartenente de facto al distretto di Gazimağusa della Repubblica Turca di Cipro del Nord,  mentre de iure appartiene al distretto di Famagosta della Repubblica di Cipro. Il villaggio, che è situato 3 km a sudest di Makrasyka, è ora disabitato ed è usato come campo militare dalle forze di sicurezza di Cipro del Nord e dalla Forza Turca a Cipro.

## Storia
Nell'antichità nella zona del villaggio di Achna c'era un santuario dedicato ad Artemide-Cibele. A causa di ciò il villaggio è stato teatro di numerosi ritrovamenti archeologici: nel XIX secolo l'archeologo tedesco Max Ohnefalsch-Richter vendette i suoi reperti a diversi musei europei. Nel 1966 gli scavi si sono ripetuti.
Fino al 1974 il sito fu abitato da greci ciprioti. Nel 1973  nel villaggio c'erano 1979 greci ciprioti.

### Nuovo villaggio
Nel 1974, dopo la conclusione del cessate il fuoco nella seconda fase dell'Operazione Attila, il villaggio fu occupato dalle truppe turche. Gli abitanti riuscirono a fuggire nel vicino boschetto di Achna (in greco Δασάκι της Άχνας?, Dasaki tis Achnas), dove allestirono una tendopoli temporanea ("Achna Refugee Camp"). In seguito, il nuovo villaggio, Dasaki Achnas, fu costruito entro i confini della base britannica di Dhekelia in vista di quello vecchio, che si trova (ora disabitato) oltre la Linea Verde.

## Società

### Evoluzione Demografica
| \| Anno \| Abitanti \| Luogo \| \| ---- \| -------- \| ----------- \| \| 1946 \| 1983 \| Achna \| \| 1960 \| 1833 \| Achna \| \| 1982 \| 1593 \| Nuova Achna \| \| 1992 \| 1763 \| Nuova Achna \| \| 2001 \| 1952 \| Nuova Achna \| |          |             |
| Anno | Abitanti | Luogo       |
| 1946 | 1983     | Achna       |
| 1960 | 1833     | Achna       |
| 1982 | 1593     | Nuova Achna |
| 1992 | 1763     | Nuova Achna |
| 2001 | 1952     | Nuova Achna |